# Яковлевский сельский совет (Харьковский район)
Яковлевский сельский совет — входит в состав Харьковского района Харьковской области Украины.
Административный центр сельского совета находится в селе Яковлевка.

## История
- 1920 — дата образования.

## Населённые пункты совета
- село Яковлевка
- село Александровка
- село Ржавец